# Jeníkov, Chrudim
Jeníkov là một làng thuộc huyện Chrudim, vùng Pardubický, Cộng hòa Séc.